# Konstanty Skąpski

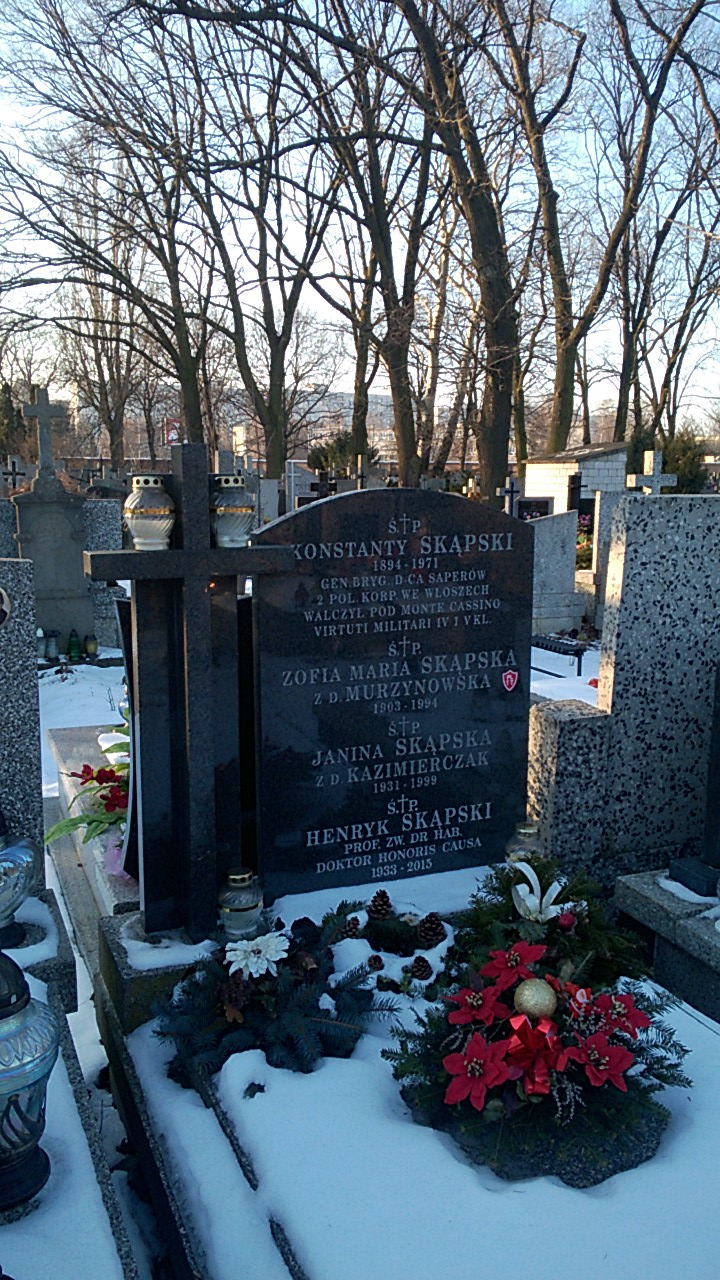
Grób Konstantego Skąpskiego na cmentarzu Bródnowskim

Konstanty Zdzisław Skąpski (ur. 21 stycznia 1894 w Kaliszu, zm. 6 września 1971 w Warszawie) – pułkownik saperów Wojska Polskiego II RP i Polskich Sił Zbrojnych, mianowany generałem brygady przez Władysława Andersa, dwukrotny kawaler Orderu Virtuti Militari.

## Życiorys
Urodził się w rodzinie ziemiańskiej Karola i Józefy z Dzierżawskich. Do 1905 uczył się w kaliskim gimnazjum, skąd został wydalony za udział w strajku szkolnym. Naukę kontynuował w Szkole Handlowej w Kaliszu, później w Kiszyniowie. W 1910 uzyskał maturę polską, w 1913 – rosyjską. W tym samym roku wstąpił do Instytutu Technologicznego w Petersburgu, gdzie brał czynny udział w polskim ruchu niepodległościowym.
1 lutego 1915 został powołany do armii rosyjskiej i przydzielony do Pawłowskiej Szkoły Wojskowej w Petersburgu, jako szeregowiec na prawach wolontariusza. 29 kwietnia 1915 awansował na podoficera. 1 czerwca 1915, po ukończeniu kursu, awansował na chorążego i został przydzielony do 171 zapasowego batalionu piechoty. W sierpniu tego roku został odkomenderowany do Oficerskiej Szkoły Elektrotechnicznej w Petersburgu, w charakterze słuchacza kursu telegraficzno-telefonicznego. 25 września 1917 awansował na porucznika. 19 listopada 1915, po ukończeniu kursu, otrzymał przydział do 41 batalionu saperów w Dorpacie na stanowisko młodszego oficera kompanii telegraficznej. 21 listopada 1915 został zaliczony do korpusu oficerów wojsk inżynieryjnych. Następnie został wyznaczony na stanowisko naczelnika 1 oddziału kablowego w kompanii telegraficznej. Na stopień podporucznika został mianowany ze starszeństwem 1 lutego 1916, a na stopień porucznika 25 września 1917 ze starszeństwem z 1 września 1916. Na froncie przebywał do 13 listopada 1917.
25 listopada 1917, na własną prośbę, został przeniesiony do I Korpusu Polskiego w Rosji i przydzielony do 1 pułku inżynieryjnego na stanowisko młodszego oficera 2 kompanii saperów. W Twierdzy Bobrujsk zajął się tłumaczeniem rosyjskich regulaminów i instrukcji na język polski. 19 marca 1918 złożył przysięgę na wierność Ojczyźnie Radzie Regencyjnej. 12 czerwca 1918 dowódca I Korpusu Polskiego mianował go kapitanem. W szeregach korpusu służył do 4 lipca 1918.
10 listopada 1918 wziął udział w rozbrajaniu Niemców. 25 listopada został przyjęty do Wojska Polskiego z zatwierdzeniem posiadanego stopnia kapitana ze starszeństwem od 7 listopada 1918 i przydzielony do 1 pułku inżynieryjnego, w którym objął stanowisko dowódcy kompanii reflektorów. Obowiązki dowódcy pododdziału nie przeszkodziły mu opracować instrukcje, regulaminy techniczne i podręczniki w języku polskim dla oficerów formacji saperskich, zresztą jedyne w latach 1918–1920.
18 stycznia 1919 został przeniesiony z 1 pułku inżynieryjnego do „Okręgu Wojskowego Poznań”, czyli do Armii Wielkopolskiej. W Poznaniu został przydzielony do I batalionu saperów wielkopolskich na stanowisko dowódcy 1 kompanii. W czasie powstania wielkopolskiego (od 23 kwietnia do 14 maja 1919) walczył okresie na froncie południowym, a od 20 maja 1919 na froncie północnym. 23 maja 1919 Komisariat Naczelnej Rady Ludowej mianował go kapitanem w wojskach technicznych ze starszeństwem z 7 listopada 1918. 28 maja 1919 został przeniesiony do XVII batalionu saperów wielkopolskich na stanowisko dowódcy kompanii. Wziął udział w wojnie z bolszewikami, w czasie której czasowo pełnił obowiązki dowódcy batalionu. 5 lipca 1920 pod wsią Kowale ocalił sztab 17 Dywizji Piechoty przed atakiem bolszewickiej konnicy. Za ten wybitny czyn otrzymał Krzyż Srebrny Orderu Virtuti Militari. 9 września 1920 został zatwierdzony z dniem 1 kwietnia 1920 „w Korpusie Inżynierii i Saperów, w grupie byłych Korpusów Wschodnich i byłej armii rosyjskiej”. Z frontu wrócił 15 grudnia 1920.
W marcu 1921 został odkomenderowany do Warszawy na Kurs Oficerów Sztabowych Saperów. W okresie od marca do października 1921 był dowódcą XVIII baonu saperów w Pińsku. W okresie od 3 listopada 1921 do 1 stycznia 1924 studiował we francuskiej Wojskowej Szkole Inżynierii (franc. École du génie militaire). W międzyczasie, 3 maja 1922 został zweryfikowany w stopniu kapitana ze starszeństwem z dniem 1 czerwca 1919 i 2. lokatą w korpusie oficerów inżynierii i saperów. 25 stycznia 1924 został przedzielony Oficerskiej Szkoły Inżynierii w Warszawie na stanowisko asystenta miernictwa. 31 marca 1924 został mianowany majorem ze starszeństwem z dniem 1 lipca 1923 i 1. lokatą w korpusie oficerów inżynierii i saperów. W 1926 otrzymał dyplom inżyniera budowlanego w École du génie civil.
W sierpniu 1929 został przeniesiony ze Szkoły Podchorążych Inżynierii do 1 pułku saperów na stanowisko dowódcy batalionu. W grudniu tego roku został zastępcą dowódcy 3 batalionu saperów w Wilnie. W marcu 1931 został przeniesiony do 7 batalionu saperów wielkopolskich w Poznaniu na stanowisko dowódcy batalionu. W 1931 Inspektor Armii gen. dyw. Edward Śmigły-Rydz wystawił mu następującą opinię: „duża inteligencja, jasna, logiczna; sumienny i dokładny. Dobrze fachowo przygotowany. W stosunku do podwładnych sprawiedliwy, równy i konsekwentny. Ponad przeciętność”. 29 stycznia 1932 został mianowany podpułkownikiem ze starszeństwem z dniem 1 stycznia 1932 i 1. lokatą w korpusie oficerów inżynierii i saperów. W marcu 1935 został przeniesiony do Dowództwa Saperów Ministerstwa Spraw Wojskowych w Warszawie na stanowisko I zastępcy dowódcy saperów. 13 listopada 1935 gen. dyw. Leon Berbecki wystawił mu następującą opinię: „spokojny i równy. Dobry dowódca i oficer. Wykształcony saper, trochę za mało temperamentu w dowodzeniu w polu. Dalsze użycie: na obecnym stanowisku”. Na stopień pułkownika został mianowany ze starszeństwem z dniem 19 marca 1938 w korpusie oficerów saperów.
6 września 1939 został ewakuowany z personelem Ministerstwa Spraw Wojskowych w rejon Lublina. 18 września 1939 przekroczył granicę z Rumunią i 10 grudnia przedostał się do Francji. Od grudnia 1939 do czerwca 1940 był komendantem Kursu dla Oficerów Saperów w École du génie militaire w Wersalu. Od czerwca 1940 był organizatorem formacji saperskich w Wielkiej Brytanii. W okresie styczeń–październik 1941 był komendantem Ośrodka Wyszkolenia Saperów I Korpusu Polskiego w Dundee. Później został mianowany na stanowisko dowódcy saperów I Korpusu.
W sierpniu 1942 został przeniesiony z Wielkiej Brytanii na Bliski Wschód, gdzie objął dowództwo saperów 2 Korpusu Strzelców. Następnie został dowódcą saperów Armii Polskiej na Wschodzie i 2 Korpusu Polskiego. Wziął udział w kampanii włoskiej. Dowodził saperami w bitwie o Monte Cassino.
W grudniu 1946, po powrocie do Wielkiej Brytanii, został mianowany na stanowisko dowódcy saperów Polskich Sił Zbrojnych. Następnie, do lutego 1949, był inspektorem saperów Polskiego Korpusu Przysposobienia i Rozmieszczenia. Po demobilizacji był Seniorem Saperów. W 1949 zatrudnił się w polskiej firmie wysyłkowej Haskoba w Londynie, w której pracował do 1964, do czasu przejścia na emeryturę. Na generała brygady został awansowany przez Naczelnego Wodza, gen. broni Władysława Andersa ze starszeństwem z dniem 1 stycznia 1964 w korpusie generałów. Do Polski wrócił 12 maja 1970. Zmarł 6 września 1971. Został pochowany na cmentarzu Bródnowskim w Warszawie.
Konstanty Skąpski 15 sierpnia 1928 zawarł związek małżeński z Marią Murzynowską, z którą miał dwoje dzieci: Krystynę (ur. 1929) i Henryka (ur. 1933).

## Ordery i odznaczenia
- Krzyż Złoty Orderu Wojennego Virtuti Militari nr 38[18]
- Krzyż Srebrny Orderu Wojskowego Virtuti Militari nr 5009 (1922)[19]
- Krzyż Walecznych (dwukrotnie: 1922)[20]
- Złoty Krzyż Zasługi z Mieczami
- Złoty Krzyż Zasługi (18 marca 1933)[21][22]
- Medal Niepodległości (23 grudnia 1933)[23]
- Medal Pamiątkowy za Wojnę 1918–1921
- Medal Dziesięciolecia Odzyskanej Niepodległości
- Krzyż Pamiątkowy Monte Cassino
- Medal Międzysojuszniczy „Médaille Interalliée” (1925)[24]
- Order Świętego Stanisława III klasy z Mieczami i Kokardą (Imperium Rosyjskie)
- Order Imperium Brytyjskiego (Wielka Brytania)
- Order Świętych Maurycego i Łazarza (Włochy)